# Hippeastrum aglaiae
Hippeastrum aglaiae là một loài thực vật có hoa trong họ Amaryllidaceae. Loài này được (A.Cast.) Hunz. & A.A.Cocucci mô tả khoa học đầu tiên năm 1959.